# Лісопіль (зупинний пункт)
Лі́сопіль — пасажирська зупинна залізнична платформа Рівненської дирекції Львівської залізниці.
Розташована в селі Лісопіль Костопільського району Рівненської області на лінії Рівне — Сарни між станціями Костопіль (3,5 км) та Любомирськ (9 км).
Станом на вересень 2017 р. на платформі зупиняються приміські поїзди.